# Pilar Roldán
Pilar Roldán, född 18 november 1939 i Mexico City, är en mexikansk före detta fäktare.
Roldán blev olympisk silvermedaljör i florett vid sommarspelen 1968 i Mexico City.